# Ispánk
Ispánk is een plaats (község) en gemeente in het Hongaarse comitaat Vas. Ispánk telt 115 inwoners (2001).